# Зальцланд (район)
За́льцланд (нем. Salzland(kreis)) — район в Германии, образованный 7 января 2007 года. Центр района — город Бернбург. Район входит в землю Саксония-Анхальт. Занимает площадь 1425,86 км². Население — 222 727 чел (2007).
Официальный код района — 15 0 89.
Район подразделяется на 66 общин.

## Города и общины
Города
- Кальбе (Заале) (10 874)
- Кённерн (8101)

Самостоятельные общины
- Фёрдерштедт (5814)
- Бёрделанд (8636)

### Объединения общин
Управление Ашерслебен/Ланд
1. Ашерслебен (28 138)
2. Грос-Ширштедт (630)
3. Шаккенталь (335)
4. Вестдорф (918)

Управление Эгельнер-Мульде
1. Борне (1366)
2. Эгельн (986)
3. Этгерслебен (813)
4. Хакеборн (809)
5. Тартун (823)
6. Унзебург (1300)
7. Вестерегельн (2074)
8. Вольмирслебен (1522)

Управление Штадт-Хеклинген
1. Гирслебен (1141)
2. Хеклинген (7998)

Управление Зееланд
1. Фридрихсауэ (204)
2. Фрозе (1539)
3. Гатерслебен (2464)
4. Хойм (2618)
5. Нахтерштедт (2169)
6. Ной-Кёнигзауэ (341)
7. Шаделебен (715)

Управление Штасфурт
1. Амесдорф (815)
2. Нойндорф (2262)
3. Штасфурт (23 117)
4. Кённерн (8 295)

Управление Бернбург
1. Бернбург (32 021)
2. Грёна (598)

Управление Нинбург (Заале)
1. Бальберге (1431)
2. Биндорф (868)
3. Кёрмиг (556)
4. Эдлау (503)
5. Гербиц (672)
6. Герлебог (344)
7. Латдорф (776)
8. Нойгаттерслебен (922)
9. Нинбург (4449)
10. Пайссен (1 257)
11. Побциг (409)
12. Полей (667)
13. Пройслиц (781)
14. Ведлиц (427)
15. Виндорф (338)
16. Вольсдорф (527)

Управление Зале-Виппер
1. Альслебен (2738)
2. Гюстен (4161)
3. Ильберштедт (1223)
4. Плёцкау (1431)
5. Шакштедт (465)

Управление Эльбе-Зале
1. Барби (4586)
2. Брайтенхаген (531)
3. Глинде (296)
4. Гнадау (542)
5. Грос-Розенбург (1809)
6. Лёддериц (236)
7. Пёммельте (673)
8. Заксендорф (335)
9. Торниц (610)
10. Веспен (252)
11. Цухау (356)

Управление Шёнебек (Эльба)
1. Плёцки (1076)
2. Претцин (930)
3. Ранис (371)
4. Шёнебек (34 096)